# Lancer du marteau masculin aux Jeux olympiques d'été de 1936
Pour un article plus général, voir Athlétisme aux Jeux olympiques d'été de 1936.
Navigation
Los Angeles 1932 Londres 1948
L'épreuve du lancer du marteau masculin aux Jeux olympiques de 1936 s'est déroulée le 3 août 1936 au Stade olympique de Berlin, en Allemagne.  Elle est remportée par l'Allemand Karl Hein.

## Résultats

### Finale
| Rang               | Athlète                | Pays       | Essais | Essais | Essais | Essais | Essais | Essais | Marque | Note |
| Rang               | Athlète                | Pays       | 1      | 2      | 3      | 4      | 5      | 6      | Marque | Note |
| ------------------ | ---------------------- | ---------- | ------ | ------ | ------ | ------ | ------ | ------ | ------ | ---- |
| Médaille d'or      | Karl Hein              | Allemagne  | 52.13  | 52.44  | x      | 54.70  | 54.85  | 56.49  | 56.49  | OR   |
| Médaille d'argent  | Erwin Blask            | Allemagne  | 52.55  | 55.04  | x      | 54.10  | 54.48  | x      | 55.04  |      |
| Médaille de bronze | Fred Warngård          | Suède      | 52.05  | 52.98  | 54.03  | 54.83  | 53.30  | 50.61  | 54.83  |      |
| 4                  | Gustaf Alfons Koutonen | Finlande   | x      | 50.01  | 51.90  | 49.11  | 49.91  | x      | 51.90  |      |
| 5                  | William Rowe           | États-Unis | 51.53  | 51.04  | 49.29  | 50.32  | 51.66  | x      | 51.66  |      |
| 6                  | Donald Favor           | États-Unis | 50.78  | 50.02  | 51.01  | 48.48  | 50.33  | 47.71  | 51.01  |      |
| 7                  | Bernhard Greulich      | Allemagne  | 50.19  | x      | 50.61  |        |        |        | 50.61  |      |
| 8                  | Koit Annamaa           | Estonie    | 48.77  | 49.54  | 50.46  |        |        |        | 50.46  |      |
| 9                  | Henry Dreyer           | États-Unis | 49.81  | x      | 50.42  |        |        |        | 50.42  |      |
| 10                 | Sulo Heino             | Finlande   | 49.93  | 47.15  | 48.30  |        |        |        | 49.93  |      |
| 11                 | Ville Pörhölä          | Finlande   | 45.35  | x      | 49.89  |        |        |        | 49.89  |      |
| 12                 | Gunnar Jansson         | Suède      | 49.21  | 48.49  | 49.28  |        |        |        | 49.28  |      |
| 13                 | Isao Abe               | Japon      | 47.40  | 41.83  | 49.01  |        |        |        | 49.01  |      |
| 14                 | Evert Linné            | Suède      | x      | 47.25  | 47.61  |        |        |        | 47.61  |      |
| 15                 | Giovanni Cantagalli    | Italie     | 45.21  | 47.42  | 45.08  |        |        |        | 47.42  |      |
| 16                 | Joseph Wirtz           | France     | x      | 44.82  | 45.69  |        |        |        | 45.69  |      |
| 17                 | Anton Barticevic       | Chili      | x      | 43.02  | 45.23  |        |        |        | 45.23  |      |